# امانوئل ادبووال
امانوئل ادبووال (انگلیسی: Emmanuel Adebowale؛ زادهٔ ۱۹ سپتامبر ۱۹۹۷) بازیکن فوتبال اهل بریتانیا است.
از باشگاه‌هایی که در آن بازی کرده‌است می‌توان به باشگاه فوتبال شفیلد یونایتد اشاره کرد.